# Герхард Восий
Герхард Йоханес Восий (на немски: Gerhard Johannes Vossius; Gerardus Johannes Vossius, * 1577 в Шьонау (Оденвалд) при Хайделберг, † 17 март 1649 в Амстердам) e нидерландски учен, хуманист и теолог.

## Биография
Той е син на Йоханес Восий, който напуска Нидерландия, заради преследването на протестантите и се установява като свещеник в градче недалеч от Хайделберг. Като калвинист той има трудности с лутераните и се връща обратно в Нидерландия, следва в Лайденския университет и след следването става свещеник в Дордрехт.
Неговият син е роден в Шьонау при Хайделберг и след латинското училище в Дордрехт отива да следва в Лайден, където учи класически езици, хебрейски, църковна история и теология. Работи почти през целия си живот в Лайденския университет, където през 1622 г. поема катедрата за реторика. През 1600 г. става учител в латинското училище в Дордрехт и до 1614 г. е негов директор. От 1614 до 1619 г. е ректор на Теологическия факултет на Лайденския университет.
Става известен и в Германия, Франция и Англия. През 1606 г. пише Rhetorik. През 1607 г. излиза неговият учебник по латинска граматика. През 1618 г. е отпечатано произведението му Historia Pelagiana (посветено на пелагианството), обвинен е в ерес и след една година трябва да напусне поста си в Лайденския университет. През 1622 г. отново е назначен и изнася в университета лекции по реторика и гръцки. През 1629 г. е поканен в Кеймбриджкия университет, но отказва.
През 1632 г. вече е професор по история в Athenaeum в Амстердам. След 1632 г. написва множество произведения върху гръцката и латинската литература, De Historicis Latinis Libri и за митологията и изкуството. Восий притежавал голяма сбирка от ръкописи. Той пише също и върху християнската теология и ранната църковна история.

## Произведения
- Oratoriarum institutionum libri VI [1606]
- Historia Pelagiana; Historiae de controversiis quas Pelagius ejusque reliquiae moverunt, libri VII [1618]
- Rhetorices contractae sive partitionum oratoriarum libri V [1621]
- Aristarchus, sive de arte grammatica [1635 и 1695]; новоиздадено 1833-1835
- Etymologicum linguae Latinae (1662; новоиздадено 1762-1763);
- De historicis Graecis Libri III [1624]
- De historicis Latinis Libri III [1627]
- Commentatorium rhetoricorum [1630]
- De theologia gentili et physiologia Christiana, sive de origine ac progressu idololatriae, deque naturae mirandis quibus homo adducitur ad Deum, Libri IV [1641]
- Dissertationes tres de tribus symbolis, Apostolico, Athanasiano et Constantinopolitano [1642].
- Poeticarum institutionum libri III [1647]; новоиздадено 2006
- De artis poeticae natura ac constitutione liber [1647]; новоиздадено 2006
- De Imitatione Liber [1647]; новоиздадено 2006